# Premont (Texas)
Premont es una ciudad ubicada en el condado de Jim Wells en el estado estadounidense de Texas. En el Censo de 2010 tenía una población de 2653 habitantes y una densidad poblacional de 599,02 personas por km².

## Geografía
Premont se encuentra ubicada en las coordenadas 27°21′31″N 98°7′28″O / 27.35861, -98.12444. Según la Oficina del Censo de los Estados Unidos, Premont tiene una superficie total de 4.43 km², de la cual 4.43 km² corresponden a tierra firme y (0%) 0 km² es agua.

## Demografía
Según el censo de 2010, había 2653 personas residiendo en Premont. La densidad de población era de 599,02 hab./km². De los 2653 habitantes, Premont estaba compuesto por el 90.01% blancos, el 0.45% eran afroamericanos, el 0.57% eran amerindios, el 0% eran asiáticos, el 0% eran isleños del Pacífico, el 7.88% eran de otras razas y el 1.09% pertenecían a dos o más razas. Del total de la población el 84.55% eran hispanos o latinos de cualquier raza.